# Bernhard Meyer
Pour les articles homonymes, voir Meyer et Adolf Bernard Meyer.
Bernhard Meyer est un médecin, un botaniste et un ornithologue allemand, né le 24 août 1767 à Hanau et mort le 1er janvier 1836 près d’Offenbach.

## Biographie
Fils du chirurgien et dentiste Jakob Meyer, il étudie la médecine à Marbourg pour obtenir son diplôme en 1790. À partir de 1791 il travaille comme médecin à Hanau et en 1795 il est médecin personnel de la veuve du Landgrave de Hesse-Cassel et possède de bonnes connaissances en art dentaire qu'il tient de son père.
Il reprend ensuite une pharmacie à Offenbach et, ayant fait fortune, il se consacre dès lors à l’histoire naturelle et l'ornithologie. 
Meyer est le coauteur avec Gottfried Gaertner (1754-1825) et Johannes Scherbius (1769-1813) de Oekonomisch-technische Flora der Wetterau (1799), qui donne le nom scientifique de nombreuses plantes. Il est aussi le coauteur avec Johann Wolf (de) (1765-1824) de Naturgeschichte der Vögel Deutschlands (1805) et de Taschenbuch der deutschen Vögelkunde (1810).
Il est conseiller auprès du prince d’Isenburg. Il applique strictement les principes linnéens. À cette époque de grande activité pour l’ornithologie allemande, il exerce une certaine influence notamment parce qu’il adhère à la « Naturphilosophie » suscité par Lorenz Oken (1779-1851).